# Negociación de alta frecuencia
La negociación de alta frecuencia, también conocida en el ámbito financiero por su nombre en inglés high-frequency trading o por sus siglas HFT, es un tipo de negociación que se lleva a cabo en los mercados financieros utilizando intensamente herramientas tecnológicas sofisticadas para obtener información del mercado y en función de la misma intercambiar valores financieros tales como activos u opciones. Se caracteriza por varios elementos distintivos:
- Es altamente cuantitativa ya que emplea algoritmos informáticos para analizar datos del mercado e implementar estrategias de negociación.
- Cada posición de inversión se mantiene solo durante muy breves períodos de tiempo, para rápidamente ejecutar la posición y comprar o vender, según el caso, el activo de que se trate. En ocasiones esto se lleva a cabo miles, o incluso decenas de miles de veces al día. Los períodos de tiempo durante los que se mantienen las posiciones pueden ser de solo fracciones de segundo.
- Al final del día de operaciones, no se mantienen posiciones de inversión abiertas, esto es, se saldan todas las operaciones llevadas a cabo.
- Suele llevarse a cabo por importantes salas de mercado, normalmente de fondos de inversión o bancos de inversión con carteras con gran volumen y muy diversificadas.
- Es un tipo de negociación muy sensible a la velocidad de procesamiento del mercado y al propio acceso al mercado.

## Historia
El high-frequency trading lleva teniendo lugar al menos desde 1999, una vez que la Securities and Exchange Commission de Estados Unidos (SEC) autorizó los intercambios electrónicos en 1998. A comienzos del siglo XXI las operaciones HFT requerían un período de ejecución de varios segundos, mientras que para 2010 este tiempo había disminuido hasta los milisegundos, e incluso microsegundos. Se trata de un tipo de negociación en los mercados financieros que se ha mantenido escasamente conocida fuera del sector financiero desde su creación, apareciendo por primera vez en un medio generalista en julio de 2009.

### Crecimiento del mercado
En los primeros 2000, la negociación de alta frecuencia significaba menos del 10% del total de órdenes sobre activos, pero esta proporción pronto comenzó a crecer. De acuerdo con el NYSE, la negociación de alta frecuencia creció alrededor de un 164% entre 2005 y 2009. En el primer trimestre de 2009, el valor total de activos gestionados por hedge funds a través de estrategias de high-frequency trading representaba 141.000 millones, un 21% por debajo de su máximo alcanzado antes de que vinieran los peores momentos de la crisis. Las estrategias de alta frecuencia tuvieron éxito por primera vez gracias a Renaissance Technologies. Multitud de empresas de high-frequency son creadores de mercado y suministran de liquidez al mercado, lo que se ha afirmado que puede haber contribuido a disminuir la volatilidad y ayudado a reducir los márgenes haciendo de la negociación y de la inversión menos costoso para otros participantes en el mercado.
En los Estados Unidos, las empresas de negociación de alta frecuencia representan el 2% de las aproximadamente 20.000 firmas que operan, pero alrededor del 73% del volumen de todas las órdenes sobre equity. El Banco de Inglaterra estima porcentajes similares para el mercado estadounidense en 2010, y sugiere además que el mercado europeo de HFT representa alrededor del 40% del volumen de órdenes de negociación, alcanzando para Asia entre el 5 y el 10%, con potencial de rápido crecimiento. Por valor, se estima que en 2010 el HFT representaba el 56% de las operaciones de capital en Estados Unidos y el 38% en Europa.

## Tipos de Estrategias
Si bien no es posible conocer las estrategias que utilizan las empresas de negociación de alta frecuencia, podemos establecer la siguiente tipología:
1. Estrategias basadas en proporcionar liquidez
- Rebate Trading: el objetivo fundamental de este tipo de estrategias es ofrecer liquidez al mercado, publicando órdenes limitadas de compra y venta a fin de obtener la compensación monetaria (en inglés, rebate) que reciben por parte de los mercados y las ECNs.
- Market Making:  en este caso, el operador de alta frecuencia no sólo busca obtener rebates, sino que también trata de ganar con la separación u horquilla existente entre el mejor precio de compra y de venta.

2. Operativa basada en el análisis de los ticks
- Filter Trading: en este caso, el operador de alta frecuencia monitoriza las operaciones que se realizan en miles de acciones en tiempo real, en busca de patrones de cambio significativos en el precio y en el volumen.
- Momentum Trading: este tipo de estrategias tratan de identificar desequilibrios entre oferta y demanda, buscando operar tendencias de muy corto plazo derivadas de la inercia de la presión compradora o vendedora que haya en el mercado.

3. Trading estadístico
- Arbitraje Estadístico: consiste en la monitorización de diferenciales (spreads) entre múltiples productos y mercados correlacionados, buscando patrones en los que dicho diferencial exceden determinadas bandas de fluctuación con el fin de obtener beneficios aprovechando las propiedades de reversión a la media de dichos diferenciales.
- Trading Técnico: mediante este tipo de estrategias,[10] los operadores de alta frecuencia tratan de explotar patrones de análisis técnico que en el pasado hayan demostrado que generan una relación riesgo-beneficio aceptable.

4. Arbitraje de Latencias
Se trata de un amplio conjunto de técnicas cuyo objetivo común no es otro que tomar ventaja del tiempo de ejecución. Para ello, los operadores de alta frecuencia utilizan sofisticados equipos informáticos y  lenguajes de programación de bajo nivel, tratando de ubicar dichos equipos en edificios cercanos a los servidores de los mercados en los que operan (es lo que se conoce como collocation).

## Controversia
La negociación de alta frecuencia ha sido objeto de intenso y creciente escrutinio público desde que diferentes reguladores de los mercados financieros proclamaron que este tipo de prácticas habrían contribuido a la volatilidad del 6 de mayo de 2010, jornada popularmente conocida como el Flash Crash de 2010, un crash bursátil que tuvo lugar en Estados Unidos el 6 de mayo de 2010 durante el cual el índice Dow Jones Industrial Average sufrió su mayor caída intradía de la historia medida en puntos, si bien no términos porcentuales, para inmediatamente recuperar la mayor parte de las pérdidas solo escasos minutos tras el crash.

## Compañías más importantes de alta frecuencia
En el mercado de capitales de EE. UU., algunos de los traders que mayores volúmenes negocian a través de estrategias HTF son Knight Capital Group, Getco LLC, Citadel LLC, Jump Trading, LLC y Goldman Sachs.